# Mathilde van Saksen (1863-1933)

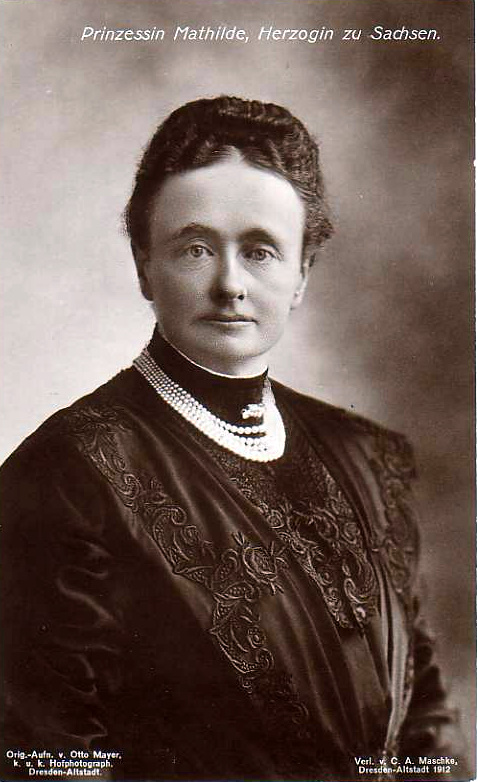
Mathilde van Saksen

Mathilde Marie Auguste (Dresden, 19 maart 1863 - aldaar, 27 maart 1933) was een Saksische prinses uit het huis Wettin.
Zij was de derde dochter van George I van Saksen en Maria Anna van Portugal. Door haar vader was zij voorbestemd om in het huwelijk te treden met de Oostenrijkse kroonprins Rudolf. Deze zag evenwel niets in een huwelijk met de verlegen Saksische prinses en trouwde in plaats daarvan met de Belgische prinses Stefanie. Daarna werd overeengekomen dat zij zou trouwen met een neef van keizer Frans Jozef I, de latere troonopvolger Frans Ferdinand. Toen deze van een huwelijk met Mathilde afzag om - overigens tot afgrijzen van de Oostenrijkse keizer - morganatisch te trouwen met Sophie Chotek, bekoelde de betrekkingen tussen het Saksische koningshuis en de Habsburgers zeer. De zaken kwamen pas weer in het reine, toen een andere neef van Frans Jozef, Otto bereid bleek met een zuster van Mathilde, Maria Josepha ter trouwen.
Voor Mathilde maakte dat alles geen verschil. Door alle afwijzing werd ze een verbitterde vrouw die met afstand het onpopulairste lid van de Saksische koninklijke familie bleef. Op 70-jarige leeftijd stierf ze, zonder ooit getrouwd te zijn geweest.